# باشگاه فوتبال رانکورن تاون
باشگاه فوتبال رانکورن تاون (به انگلیسی: Runcorn Town Football Club) یک باشگاه فوتبال در شهر رانکورن، کشور انگلستان است که در سال ۱۹۶۸ میلادی تأسیس شده‌است.